# Zantedeschia elliottiana
Zantedeschia elliottiana, conocida comúnmente como alcatraz amarillo, alcatraz dorado, aro amarillo, aro de Elliot, aro dorado, cala amarilla, cala de Elliot, cala dorada, cartucho amarillo, cartucho de Elliot o cartucho dorado es una planta herbácea de la familia Araceae, nativa de la Provincia de Mpumalanga, en Sudáfrica.

## Taxonomía
La especie fue descrita inicialmente como Calla elliottiana por Henry Knight y publicado en Journal of the Royal Horticultural Society 11: proc. 58, en 1890, actualmente, es tanto un sinónimo como el basónimo de esta. Posteriormente, sería transferida al género Richardia por William Watson en Garden & Forest 5: 330, en 1892, nombre científico que también es un sinónimo actualmente; y ulteriormente, sería transferida al género Zantedeschia por Adolf Engler en Das Pflanzenreich 4, 23Dc 68, en 1915.

#### Etimología
Ver: Zantedeschia
elliottiana: epíteto otorgado en honor del capitán George Henry Elliott (1813 – 1892) del Parque Farnborough en Farnborough, Hampshire, en cuya finca se cultivó por primera vez en 1886, la semilla obtenida de Sudáfrica para esta planta.